# De Vlucht van de Nachtraven
De Vlucht van de Nachtraven is het eerste deel van de fantasy-serie de Saga van de Duistere Oorlog, geschreven door Raymond E. Feist. 

## Vertaalfout
In dit eerste deel is een vertaalfout geslopen. Talwin Hawks is onvertaald gebleven aangezien deze in de delen van het Conclaaf der Schaduwen werd vertaald naar Claudius Haviks. Deze fout is ontstaan door de overgang naar een andere uitgever, van Meulenhoff-M naar Luitingh Fantasy en daarmee ook een andere vertaler.